# Hail Satan?
Hail Satan? è un documentario del 2019 diretto da Penny Lane, incentrato sulle origini e le attività del Tempio Satanico. Il film è stato presentato al Sundance Film Festival ed è stato distribuito negli Stati Uniti d'America il 19 aprile 2019 da Magnolia Pictures.

## Trama
Il film illustra l'attività del Tempio Satanico (in inglese: The Satanic Temple), movimento che mette in scena colorate proteste in nome della libertà religiosa e della separazione tra chiesa e stato; una loro iniziativa è consistita nella richiesta di collocare una statua di Bafometto sul terreno del Campidoglio dell'Arkansas, accanto alla statua dei Dieci Comandamenti. Lucien Greaves presenta il suo movimento come un'associazione di persone oneste, impegnate a diffondere tra la gente benevolenza, empatia, senso pratico e giustizia, e a guidare le coscienze al perseguimento di obiettivi nobili come i diritti LGBT e l’aborto libero. Per il Satanic Temple, Satana simboleggia non tanto il Maligno quanto l’eterno ribelle, l’opposizione all’autorità arbitraria, e difende la sovranità personale, anche di fronte a disuguaglianze insormontabili.

## Produzione

### Sviluppo
Lane aveva intenzione di trattare il diffuso fenomeno dell'abuso rituale satanico degli anni '70 e '90, durante il quale i satanisti venivano accusati di essere degli stupratori e assassini, di solito di bambini. Lane, inoltre, decise di tralasciare dettagli noti sul conflitto interiore all'interno dell'organizzazione e le critiche esterne di altri satanisti.
Dopo il montaggio, Lane si scrisse al Satanic Temple.

### Montaggio
Il montaggio del film è avvenuto in circa sei mesi, "in concomitanza con la maggior parte delle riprese".

## Accoglienza
Rotten Tomatoes dà al film un punteggio del 96% basato su 47 recensioni, con un voto 7.83/10. Metacritic, invece, dà un punteggio di 77/100 basato su 19 recensioni.

## Riconoscimenti
- 2019 - Chicago Film Critics Association Awards[10]
  - Candidatura per il miglior documentario